# Bocquet père et fils ou le Chemin le plus long
Bocquet père et fils ou le Chemin le plus long est une comédie-vaudeville en 2 actes d'Eugène Labiche, en collaboration avec Laurencin et Marc-Michel, représentée pour la première fois à Paris au Théâtre du Gymnase le 17 août 1840.
Elle a paru aux éditions Marchant.

## Distribution
| Acteurs et actrices ayant créé les rôles |                   |
| Personnage                               | Acteur ou actrice |
| Gustave Bocquet                          | M. Paul           |
| Berthelot                                | Numa              |
| M. Colombin                              | Landrol           |
| Pierre, garçon de l'hôtel                | M. Maurazain      |
| Virginie Berthelot                       | Mme Julienne      |
| Julie, fille de M. Colombin              | Mlle A. Figeac    |